# Mein kleines Kind
Mein kleines Kind ist ein deutscher autobiografischer Dokumentarfilm der Hebamme und Filmemacherin Katja Baumgarten, in dem sie ihre Schwangerschaft mit einem behinderten Kind bis zu dessen Geburt und Tod dokumentiert.

## Inhalt
Nachdem Katja Baumgarten in der 21. Schwangerschaftswoche bei einer Ultraschalluntersuchung erfährt, dass ihr ungeborenes Kind ein komplexes Fehlbildungssyndrom mit Verdacht auf Chromosomenanomalie aufweist, entscheidet sie sich gegen eine Abtreibung, auch wenn ein Tod des Kindes während der Schwangerschaft oder kurz nach der Geburt als sehr wahrscheinlich gilt. Zusammen mit ihrer Freundin, der Kamerafrau Gisela Tuchtenhagen, dokumentiert sie ihr Leben während der Schwangerschaft. Sie beschließt, das Kind zu Hause im Freundes- und Familienkreis zu bekommen und auf lebensverlängernde medizinische Maßnahmen zu verzichten. Dreieinhalb Stunden nach der Geburt stirbt ihr Sohn.

## Veröffentlichungen
Der Film wurde am 10. Februar 2002 bei den 52. Internationalen Filmfestspielen in Berlin uraufgeführt und lief ab dem 10. April 2003 in deutschen Kinos. Die Erstaufführung im Fernsehen fand am 28. Juni 2003 bei ARTE statt. 2007 erschien eine DVD-Fassung, die neben der Originalversion mit mehrsprachigem Untertitel eine 40-minütige Kurzfassung, Interviews sowie einen DVD-ROM-Teil mit Infomaterial zur Pränataldiagnostik enthält.

## Kritiken
„Zurückhaltende, fast meditative Studie über eine extreme Lebenssituation, die durch konzentrierte formale Gestaltung zu einem tief bewegenden Dokument der Humanität wird. Weniger eine Waffe im Streit um die Pränatale Diagnostik als ein nachdrücklicher Beitrag zum Diskurs über humanes Leben und Sterben.“